# Tom Lamont
Tom Lamont (Gent, 16 november 1994) is een Belgisch Vlaams-nationalistisch politicus voor het Vlaams Belang.

## Levensloop
Lamont groeide op in Avelgem, woonde een tijd in Deerlijk en woont nu in Stene, een deelgemeente van de stad Oostende.
Van 2013 tot 2016 volgde hij de bacheloropleiding leraar secundair onderwijs economie en lichamelijke opvoeding aan de Hogeschool Gent (HoGent). In 2019 volgde hij de managementopleiding onderhandelingstechnieken aan de Vlerick Business School. Tijdens zijn studententijd zette hij zich actief in bij de nationaal-conservatieve studentenvereniging KVHV Gent.
Van 2017 tot 2020 was hij beroepsmatig aan de slag als sales en fleet advisor bij BMW Group, waarbij hij zich toespitste op de markt in Zuid-West-Vlaanderen. Daarnaast zette hij zich ook in als vrijwilliger voor goede doelen. Van 2021 tot 2022 was hij voorzitter van JCI Waregem, een internationaal netwerk voor persoonlijke ontwikkeling voor ondernemers en ondernemende mensen tussen de 18 en 40 jaar oud.
Vanaf 2015 werd Lamont actief bij de Vlaams Belang Jongeren (VBJ), de jongerenpartij van het Vlaams Belang. Sinds 2022 vervult hij bij VBJ de rol van ondervoorzitter ter ondersteuning van VBJ-voorzitter Filip Brusselmans.
Van 2020 tot 2024 werkte hij als adjunct-nationaal-secretaris van het Vlaams Belang, een functie waarin hij mee de lokale afdelingen van de partij opvolgde. Bij de Vlaamse verkiezingen van 9 juni 2024 werd hij vanop de vijfde plaats van de Vlaams Belang-lijst in de kieskring West-Vlaanderen verkozen in het Vlaams Parlement met 10.168 voorkeurstemmen. Hij werd er vast lid van de commissies Werk en Economie en Financiën en Begroting.
In oktober 2024 werd Lamont als lokaal lijsttrekker van zijn partij verkozen tot gemeenteraadslid van Oostende.